# Houtrijk en Polanen
Houtrijk en Polanen est une ancienne commune néerlandaise de la province de la Hollande-Septentrionale, issue d'une ancienne seigneurie sur la rive méridionale de l'IJ.
La commune était composée du village de Halfweg. En 1840, la commune comptait 49 maisons et 334 habitants.
Le 22 septembre 1863, la commune est supprimée et rattachée à Haarlemmerliede en Spaarnwoude.